# Augustin Komoé Kouadio
Augustin Komoé Kouadio, né le 19 septembre 1961 à Kokomian, est un homme politique ivoirien.

## Carrière politique et professionnelle
Augustin Komoé Kouadio a fait des études de droit en Côte d'Ivoire sanctionnées par une maitrise en 1984. Il a poursuivi ses études en France à l'université de Paris-XI sanctionnées par un DESS en droit de la santé, puis à l'Ecole de la Santé Publique de Rennes en partenariat avec l'ENA d'Abidjan de 1985 à 1987.
Sa carrière professionnelle s'est déroulée en Côte d'Ivoire dans le secteur de la santé et à l'Inspection Générale d'Etat de 1989 à 2007. Au ministère de la santé, il a occupé les fonctions successives de directeur de l'Institut Raoul Follereau, de directeur des CHU de Treichville puis de Yopougon, d'Inspecteur de la santé publique et de Directeur de cabinet du ministre de la santé.
Il a été ministre de la Culture et de la Francophonie dans le gouvernement Soro I d'avril 2007 à février 2010, puis ministre des Mines et de l'Énergie dans les gouvernements Soro II et Aké N'Gbo de 2010 à 2011. Il est membre de la direction du Front populaire ivoirien (FPI) depuis la création de ce parti en 1988 par Laurent Gbagbo, dont il a été par ailleurs le premier directeur de cabinet dans la période de clandestinité[réf. nécessaire].
Augustin Komoé Kouadio, comme d'autres membres du gouvernement Aké N'Gbo, a été frappé par des sanctions de l'Union européenne le 11 janvier 2011 : il a été interdit d'entrée dans l'UE et ses comptes avaient été gelés. Comme bien d'autres responsables du FPI, il s'est exilé au Ghana, puis au Maroc avant de revenir en Côte d'Ivoire en février 2014.